# 2012년 퀘벡 학생 시위
2012년 퀘벡 학생 시위(2012年Quebec學生示威), 줄여서 퀘벡의 봄 또는 단풍나무의 봄은 2012년 2월 13일부터 퀘벡주에서 학생회들이 벌이는 일련의 학생 운동이자 사회 운동으로, 퀘벡 행정위원회의 2012년에서 2017년 사이의 2,168 내지 3,793 달러 등록금 인상에 반대하면서 시작되었다.

## 등록금

### 퀘벡 주
퀘벡 주가 등록금을 약 2000달러~3500달러 가까이 올리게 되는 사태가 발생하였다.

### 지역별 등록금 현황
| 지역                   | 연간 비용 (달러) | 지역     | 연간 비용 (달러) | 지역       | 연간 비용 (달러) | 지역       | 연간 비용 (달러) |
| ---------------------- | ---------------- | -------- | ---------------- | ---------- | ---------------- | ---------- | ---------------- |
| 미국                   | 6,312            | 뉴질랜드 | 3,019            | 스위스     | 879              | 핀란드     | (무상)           |
| 대한민국               | 5,315            | 퀘벡주   | 2,168            | 오스트리아 | 853              | 아이슬란드 | (무상)           |
| 영국 (스코틀랜드 제외) | 4,840            | 네덜란드 | 1,851            | 왈롱       | 599              | 멕시코     | (무상)           |
| 일본                   | 4,602            | 이탈리아 | 1,281            | 프랑스     | 190 (최소)       | 노르웨이   | (무상)           |
| 오스트레일리아         | 4,140            | 포르투갈 | 1,233            | 덴마크     | (무상)           | 체코       | (무상)           |
| 캐나다                 | 3,774            | 스페인   | 1,038            | 스코틀랜드 | (무상)           | 스웨덴     | (무상)           |

| 주         | 연간 비용 (달러) | 주                     | 연간 비용 (달러) |
| ---------- | ---------------- | ---------------------- | ---------------- |
| 온타리오   | 6,640            | 프린스에드워드아일랜드 | 5,258            |
| 뉴브런즈윅 | 5,853            | 브리티시컬럼비아       | 4,852            |
| 노바스코샤 | 5,731            | 매니토바               | 3,645            |
| 앨버타     | 5,662            | 뉴펀들랜드 래브라도    | 2,649            |
| 서스캐처원 | 5,601            | 퀘벡                   | 2,519            |

## 나치 상징물
6월 12일, 일부 유대교계 주민들은 몇몇의 시위대가 스바스티카를 사용하고, 지역 경찰 당국을 나치 친위대(SS)라고 일컫은 것에 대해, 즉각적으로 반발하였으며, 사용 중단을 촉구하였다.

## 같이 보기
- 총학생회
- 동맹휴학